# Astragalus farakulumensis
Astragalus farakulumensis es una especie de planta del género Astragalus, de la familia de las leguminosas, orden Fabales.

## Distribución
Astragalus farakulumensis es una especie nativa de Afganistán (Bamyan, Ghazni, Ghorat, Kabul, Wardak, Orozgan / Daykundi).

## Taxonomía
Fue descrita científicamente por Sirj. & Rech. fil. Fue publicado en Biologiske Skrifter. 9(3): 115 (1958).